# Такка пальчатонадрезная
Та́кка пальчатонадре́зная (лат. Tacca palmatifida) — вид однодольных цветковых растений, включённый в род Такка (Tacca) семейства Диоскорейные (Dioscoreaceae).

## Ботаническое описание
Такка пальчатонадрезная — многолетнее растение с развитым горизонтальным корневищем до 8,5 см длиной. Листья по 1—3 в прикорневой розетке, в очертании округлые или неясно сердцевидные, глубоко пальчато-рассечённые на 5—13 яйцевидных долей. Размеры листовой пластинки — 12—35×13—50 см, черешок до 60 см длиной.
Цветки в количестве до 25 в 1—4 зонтичных соцветиях на стрелке до 60 см длиной. Прицветники в количестве 4, два внутренних яйцевидные или сердцевидные, до 12,5 см, два внешних яйцевидные, небольшие, до 2 см. Сами цветки на цветоножках до 3 см длиной. Доли околоцветника треугольно-яйцевидной формы, три внутренних более крупные, чем три внешних. Пестик 2 мм длиной, завязь 5—6 мм.
Плод до 3 см длиной, продолговатой или обратнояйцевидной формы с ребристыми продолговато-яйцевидными семенами до 3 мм длиной.
В естественных условиях цветение наблюдается с декабря по июль.

## Ареал
Такка пальчатонадрезная распространена на острове Сулавеси и близлежащих островах.

## Таксономия
|  |                                      |  |                                                         |                                                         |                        |  | ещё 2 семейства (согласно Системе APG III) | ещё 2 семейства (согласно Системе APG III) |                             |  |  |  | ещё 15 видов |
|  |                                      |  |                                                         |                                                         |                        |  | ещё 2 семейства (согласно Системе APG III) | ещё 2 семейства (согласно Системе APG III) |                             |  |  |  | ещё 15 видов |
|  |                                      |  |                                                         | порядок Диоскореецветные                                |                        |  |                                            |                                            | род Такка                   |  |  |  |              |
|  |                                      |  |                                                         | порядок Диоскореецветные                                |                        |  |                                            |                                            | род Такка                   |  |  |  |              |
|  | отдел Цветковые, или Покрытосеменные |  |                                                         |                                                         | семейство Диоскорейные |  |                                            |                                            | вид Такка пальчатонадрезная |  |  |  |              |
|  | отдел Цветковые, или Покрытосеменные |  |                                                         |                                                         | семейство Диоскорейные |  |                                            |                                            |                             |  |  |  |              |
|  |                                      |  | ещё 58 порядков цветковых растений (по Системе APG III) | ещё 58 порядков цветковых растений (по Системе APG III) |                        |  |                                            | ещё 5 родов                                | ещё 5 родов                 |  |  |  |              |
|  |                                      |  |                                                         | ещё 58 порядков цветковых растений (по Системе APG III) |                        |  |                                            |                                            | ещё 5 родов                 |  |  |  |              |

### Синонимы
- Tacca breviloba Warb. ex H.Limpr., 1928
- Tacca flabellata J.J.Sm., 1924